# Should I Stay or Should I Go
«Should I Stay or Should I Go» (с англ. — «Мне остаться или уйти») — песня британской рок-группы Clash, вышедший в 1982 году как второй сингл с альбома Combat Rock.
В 1982 году трек поднялся на 17 место британского чарта (UK Singles Chart). В 1991 году данная песня была вновь издана как сингл и в этот раз поднялась на 1 место.

## Премии и признание
В 2004 году журнал Rolling Stone поместил песню «Should I Stay or Should I Go» в исполнении группы Clash на 228 место своего списка «500 величайших песен всех времён». В списке 2011 года песня находится также на 228 месте.